# طريغلا
طَرِيْغَلا نوع من السمك يعرف في الإسكندرية بالجرانيتة وهذه عن شركة المصايد ولعلها إيطالية، أما الطريغلا فعن ابن البيطار، وإنما الطريغلا في أيامه فكان يطلق على السمك المعروف بالطراستوج ولكن علماء الحيوان في أيامنا أطلقوه على هذا الجنس من السمك.